# Ariane à front bleu
Saucerottia cyanifrons
Espèce
Répartition géographique
Statut de conservation UICN

 LC  : Préoccupation mineure
Statut CITES
L’Ariane à front bleu (Saucerottia cyanifrons) est une espèce de colibris de la sous-famille des Trochilinae.

## Référence
(en) « Neotropical Birds Online », Cornell Lab of Ornithology, 25 juillet 2011